# McGee, der Tiger
McGee, der Tiger von Robert Clouse mit Rod Taylor in der Titelrolle ist ein Kriminalfilm von 1970 und die Verfilmung eines Romans von John D. MacDonald. In den Vereinigten Staaten hatte der Film denselben Titel wie das Buch: "Darker than Amber". 

## Handlung
Als McGee mit einem Freund beim Angeln ist, wird eine gefesselte und mit einem Zusatzgewicht beschwerte Frau von einer Brücke geworfen. Nachdem der Held sie retten konnte, muss er ihr versprechen, nicht die Polizei zu informieren. Sie verrät ihm, dass sie zu viel über einen Menschenhändlerring und eine Mordserie weiß. Zusammen reisen alle drei nach Nassau, wo die Mordserie immer noch anhält. Einsame reiche Männer werden von Prostituierten auf Kreuzfahrten gelockt, ehe sie verschwinden. McGee macht dem ein Ende.

## Produktion
Robert Clouse inszenierte hier einen Film mit auffällig langen und blutigen Gewaltdarstellungen.
Die Schlägerei am Ende des Films war einem der Mitwirkenden zufolge ab einem gewissen Punkt mehr als nur gespielt.
Jane Russell konnte hier zum letzten Mal für eine Rolle in einem Spielfilm gewonnen werden.

## Wirkung
Wenige Jahre nach diesem Film wurde Robert Clouse damit beauftragt, den Film "Der Mann mit der Todeskralle"  zu drehen, der auch für die Darstellung brutaler Nahkämpfe bekannt wurde und bei dessen Dreharbeiten Bruce Lee eine echte Schnittverletzung erlitt.